# Ochsenhausen
Ochsenhausen település Németországban, azon belül Baden-Württembergben. Lakosainak száma 9301 fő (2023. december 31.).

## Népesség
A település népessége az elmúlt években az alábbi módon változott:
| Lakosok száma | 5893 | 6337 | 6442 | 6579 | 6892 | 7707 | 8677 | 8831 | 8590 | 9301 |
|               | 1961 | 1967 | 1974 | 1980 | 1987 | 1993 | 2000 | 2006 | 2013 | 2023 |